# Žurnál
Žurnál (journal) (francouzské slovo, které znamená noviny nebo deník) je novinářský produkt, nebo zvláštní forma denního záznamu nebo záznamu o nějaké činnosti.
Žurnál jako novinářský produkt je deník – noviny, které vycházejí denně a které obsahují především zprávy o aktuálních událostech. V angloamerickém prostředí se často žurnál používá ve stejném významu jako magazín. Často se jako žurnál označuje i tiskovina, která vychází pravidelně v jiné periodě – například měsíčník. Důležité je, že žurnál nabízí informace o aktuálních událostech.
Jako forma denního záznamu žurnál obsahuje chronologické záznamy o tematicky orientovaných událostech. Např. lodní deník, směnový deník, v počítačích to mohou být záznamy o průběhu zpracování apod.